# Academia de Belas-Artes de Paris

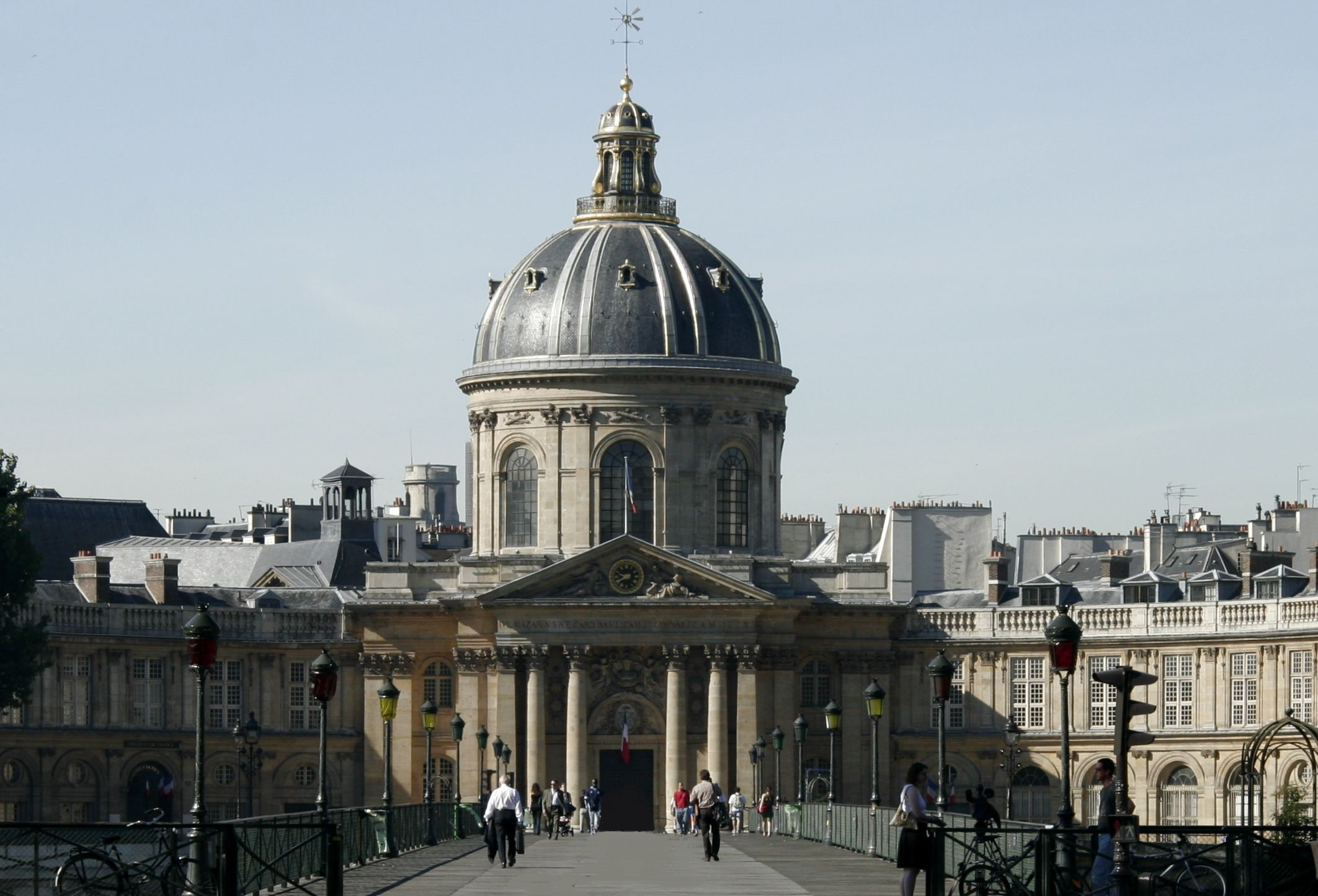
O Institut de France, a sede da Academia de Belas Artes.

A Academia de Belas-Artes de Paris (em francês: Académie des Beaux-Arts) é uma sociedade científica francesa voltada para o estudo da Arte, com sede em Paris. Criada pela portaria de 21 de março de 1816, ela uma das cinco academias do Institut de France; herdeira das Academias Reais de pintura e escultura, criadas em 1648, de música, datada de 1669, e arquitetônica, fundada em 1671.

## História
Após a abolição das antigas academias pela Revolução Francesa, três classes foram criadas dentro do Institut de France, incluindo uma de "Literatura e Belas Artes" com oito seções (gramática, línguas antigas, poesia, antiguidades e monumentos, pintura, escultura, arquitetura e, finalmente, música e declamação). O decreto dos cônsules de 3 pluvioso ano XI (23 de janeiro de 1803), divide esta turma em três novas turmas incluindo uma turma de artes plásticas. Foi ela quem formou a base da nova Academia em 1816. Ao abrigo da lei do programa de investigação de 2006, a Academia de Belas Artes continua a ser uma corporação de direito público com estatuto especial.
Em 1835, realizava suas sessões aos sábados. A sua sessão anual, a única pública, realizou-se no primeiro sábado de outubro.

## Vocação da Academia
A Academia de Belas Artes pretende contribuir para a defesa e ilustração do património artístico da França, bem como para o seu desenvolvimento, respeitando o pluralismo de expressões. Garante a sensibilização para as artes no ensino geral e a qualidade do ensino nas escolas especializadas. Contribui para o desenvolvimento das relações artísticas internacionais, estabelecendo relações de cooperação e intercâmbio.

## Organização

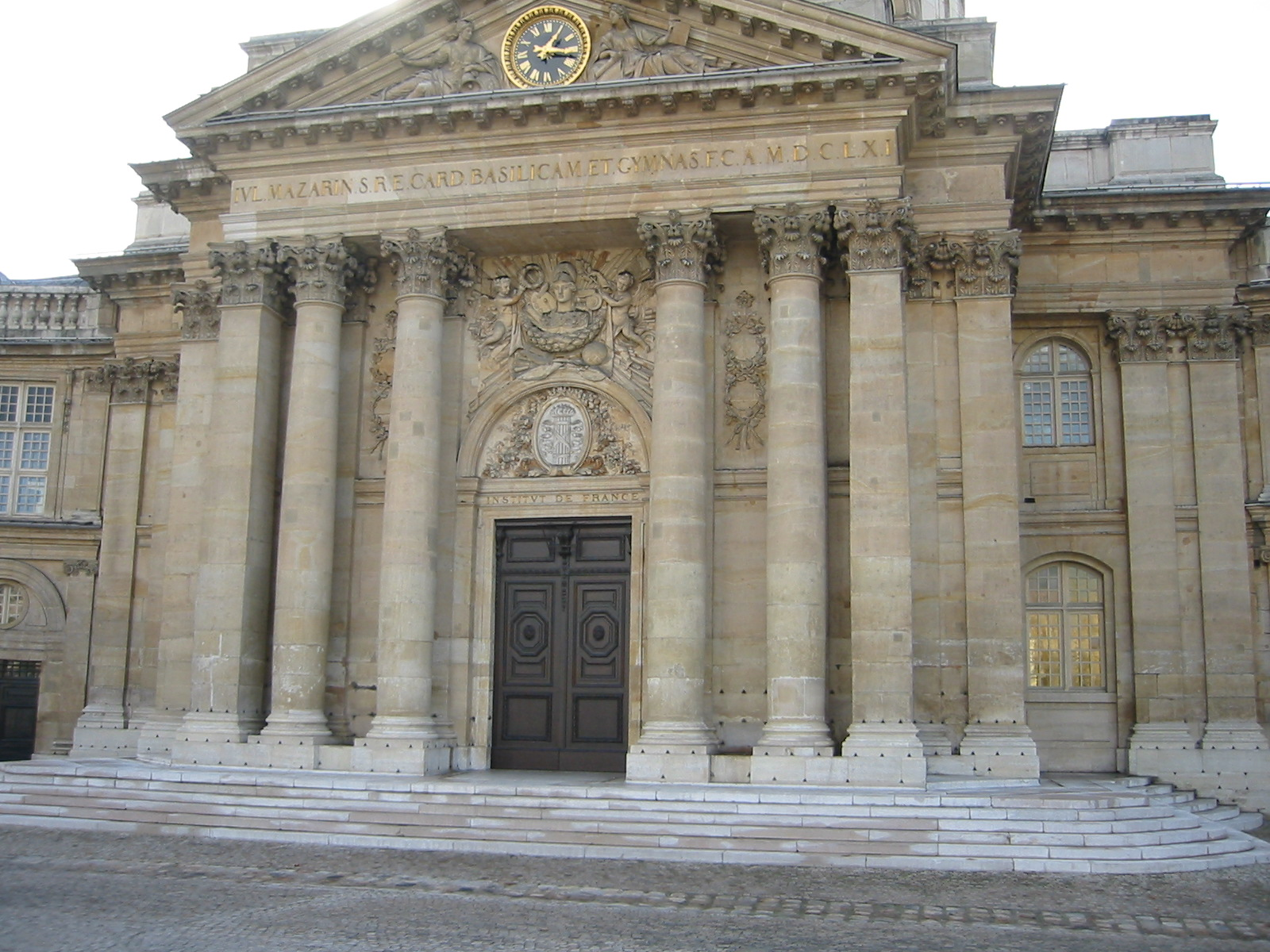
Fachada do Institut de France, em Paris.

A organização resulta dos estatutos da Academia, aprovados por decreto. Desde o decreto de 9 de outubro de 2018, a Academia está dividida em nove seções. A distribuição das poltronas entre as seções sofreu raras modificações no século XX; criada em 1985, a secção VII está equipada com lugares transferidos de outras secções (I, II, III, V, VI). Em 1998, foi-lhe também cedida a poltrona do pintor Yves Brayer, falecido em 1990, transferência compensada pelo regresso à seção V (composição musical) da poltrona 1, então ocupada por Jean Prodromidès. Por outro lado, a criação das seções VIII e IX levou à criação de novos assentos, seis para um, quatro para o outro. Uma reforma de outubro de 2022 abre ao desenho a seção de gravura, com duas novas poltronas e a seção de gravura alarga-se ao desenho para se tornar a “seção de gravura e desenho” ao acolher dois novos membros.
Desde 2022, a Academia incluiu sessenta e sete cadeiras, divididas em nove seções:
I: Pintura;
II: Escultura;
III: Arquitetura;
IV: Gravura e desenho;
V: Composição musical;
VI: Associados gratuitos;
VII: Criações artísticas em cinema e audiovisual (seção criada em 1985);
VIII: Fotografia (seção criada em 2005);
IX: Coreografia (seção criada em 2018).
Presidente para 2023: Michael Levinas, compositor.
Secretário Permanente: Laurent Petitgirard (eleito em 1º de fevereiro de 2017 e reeleito em 11 de janeiro de 2023).

## Ligação externa
- Site da Académie des Beaux-Arts (em francês).